# Дутка Софія Василівна
Софія Василівна Дутка (нар. 1 вересня 1946, село Берлин Бродівського району Львівської області) — українська радянська діячка, ланкова колгоспу імені Кірова Бродівського району Львівської області. Депутат Верховної Ради СРСР 9—10-го скликань.

## Біографія
Народилася в селянській родині. Закінчила сільську восьмирічну школу.
З 1962 року — колгоспниця рільничої ланки, з 1964 року — ланкова колгоспу імені Кірова села Хмільове (тепер — Берлин) Бродівського району Львівської області. Вирощувала високі врожаї цукрових буряків.
Освіта середня спеціальна. Без відриву від виробництва закінчила вечірню середню школу та Золочівський сільськогосподарський технікум Львівської області.
Потім — на пенсії в селі Берлин Бродівського району Львівської області.

## Нагороди
- орден Леніна
- орден Жовтневої Революції
- медалі